# Colbordolo
Colbordolo fue un localidad y comune en la provincia de Pesaro y Urbino, región de las Marcas, hasta su disolución el 31 de diciembre de 2013. A partir del 1 de enero de 2014, pasó a formar parte del nuevo municipio de Vallefoglia. 2

## Historia
Colbordolo, situado a 293 m sobre el nivel del mar, fue tradicionalmente un núcleo medieval dominado por un castillo, escenario de conflictos entre las familias Malatesta y Montefeltro. En 1446, fue asediado y destruido por Sigismondo Malatesta desde Montefabbri. En el período renacentista, fue cuna de Giovanni Santi, pintor y padre de Rafael. Durante la Segunda Guerra Mundial sufrió daños como consecuencia del paso de la Línea Gótica. 3

## Fusión administrativa
En virtud de la ley regional n.º 47 del 13 de diciembre de 2013 y tras un referéndum con 76,3 % de votos favorables, Colbordolo se fusionó con Sant’Angelo in Lizzola para formar el nuevo comune de Vallefoglia a partir del 1 de enero de 2014. 4

## Geografía y administración
Antes de su supresión, el territorio municipal comprendía las fracciones de Bottega, Cappone, Montefabbri, Pontevecchio, Talacchio, Morciola, Piana di Talacchio y Monte di Colbordolo. Colbordolo limitaba con Montecalvo in Foglia, Montelabbate, Petriano, Sant’Angelo in Lizzola, Tavullia, Urbino y Mondaino (RN). 5

## Demografía
Su población antes de la fusión era de 6 145 habitantes (31 de diciembre de 2013), con una densidad de 220,7 hab./km². 6

## Evolución demográfica
| Gráfica de evolución demográfica de Colbordolo entre 1861 y 2001 |
|                                                                  |
| Fuente ISTAT - elaboración gráfica de Wikipedia                  |